# Jan Klawiter
Jan Andrzej Klawiter (ur. 10 listopada 1950 w Rumi) – polski polityk, chemik i samorządowiec, w latach 1992–2002 burmistrz Rumi, poseł na Sejm VIII kadencji.

## Życiorys
Ukończył w 1973 studia na Wydziale Chemicznym Politechniki Gdańskiej, w latach 1973–1992 był pracownikiem naukowo-technicznym Instytutu Inżynierii Chemicznej PG. W 1982 obronił na tej uczelni pracę doktorską. Otrzymywał nagrody za wdrożenie do produkcji chromatografów cieczowych.
Był działaczem NSZZ „Solidarność”. Działacz Akcji Katolickiej, został też prezesem fundacji „Słowo”.
Od 1990 należał do Zjednoczenia Chrześcijańsko-Narodowego. Od 1997 kierował zarządem regionu gdańskiego tej partii. Bezskutecznie kandydował do Sejmu w wyborach w 1991 z listy WAK i w 1993 z listy KKW „Ojczyzna”. Od 27 lutego 1992 do 18 listopada 2002 zajmował stanowisko burmistrza Rumi, był także radnym rady miasta (w 1998 został wybrany z listy Akcji Wyborczej Solidarność). W 2003 podjął pracę w Okręgowym Przedsiębiorstwie Energetyki Cieplnej w Gdyni.
W 2006 z listy Prawa i Sprawiedliwości został radnym sejmiku pomorskiego. W 2010 uzyskał mandat radnego powiatu wejherowskiego z listy lokalnego komitetu. Został wiceprzewodniczącym rady powiatu. 15 grudnia 2012 wybrano go na przewodniczącego zarządu Prawicy Rzeczypospolitej w województwie pomorskim. W 2014 jako jej kandydat startował z listy PiS do Parlamentu Europejskiego oraz do sejmiku województwa.
W 2015 wystartował w wyborach parlamentarnych z listy PiS jako przedstawiciel Prawicy Rzeczypospolitej w okręgu gdyńskim. Uzyskał mandat posła VIII kadencji liczbą 7389 głosów. Nie dołączył do klubu parlamentarnego PiS, pozostając posłem niezrzeszonym (zgodnie z zapisami porozumienia między oboma partiami). W 2019 kandydował do Europarlamentu z ramienia Kukiz’15. Nie ubiegał się natomiast w tymże roku o poselską reelekcję.
W 2002 odznaczony Złotym Krzyżem Zasługi, a w 2012 Krzyżem Kawalerskim Orderu Odrodzenia Polski. Jest kawalerem Zakonu Rycerskiego Grobu Bożego w Jerozolimie.

## Życie prywatne
Podkreśla pochodzenie kaszubskie. W 1977 ożenił się z Urszulą Wruk. W 1979 urodziły im się martwe bliźniaki, a w 1983 córka Małgorzata.